# Litoralizzazione
La litoralizzazione (inglese: littorization) è il processo di concentrazione delle attività economiche e degli insediamenti nelle aree costiere e indica l'insieme delle dinamiche sociali, economiche, e anche culturali, che, nel corso del XX secolo, hanno portato all'aumento della presenza dell'uomo nelle aree di costa. 
Il termine "litoralizzazione" ha una definizione ufficiale nell'ambito della convenzione dell'ONU "contro la desertificazione" (UNCCD) ed è riconosciuto come uno dei processi che rendono un territorio vulnerabile alla desertificazione.
Il fenomeno si manifesta nei paesi che si affacciano sul Mar Mediterraneo ed è storicamente associato all'abbandono degli insediamenti dell'entroterra e quindi a un flusso migratorio di popolazione e risorse dalle aree più interne verso la costa, con aumento della pressione sulle risorse naturali delle aree costiere, mentre nelle aree interne si osserva, in modo speculare, l'aumento del degrado per abbandono della terra.
L'urbanizzazione della costa, spesso associata  allo sviluppo del turismo, genera una forte competizione per l'uso dei suoli, sia per l'insediamento di complessi turistico-alberghieri sia per la costruzione di residenze estive. Anche l'agricoltura, dal secondo dopoguerra, ha mostrato un processo di forte concentrazione nelle aree costiere dove il clima mite e la disponibilità di terreni sciolti hanno favorito l'espandersi delle produzioni orticole in serra.